# Фернанд Бујл
Фернанд Огист Шарл Бујл је био белгијски фудбалер, рођен 3. марта 1918. у Моланбек Сен Жану, а преминуо је 22. јануара 1992. године.
Био је нападач за Даринг Клуб де Брисел од сезоне 1934–1953 и играо је шеснаест пута за Белгију  укључујући једну утакмицу на Светском првенству 1938.